# Mieczysław Fogg
Mieczysław Fogg, correttamente Mieczysław Fogiel (Varsavia, 30 maggio 1901 – Varsavia, 3 settembre 1990), è stato un baritono polacco.
La sua carriera artistica ha avuto inizio nel periodo tra le due Guerre ed è durata per molti decenni dopo la Seconda guerra mondiale. Le sue canzoni più conosciute sono: Tango milonga, Ta ostatnia niedziela ("Questa è l'ultima Domenica"), Jesienne róże ("Le rose d'autunno "), Pierwszy siwy włos ("Il primo grigio dei capelli"), Mały biały domek ("Piccola casa bianca"). Vinse centinaia di premi e riconoscimenti. Nel periodo tra le due Guerre, registrava con il Chór Dana (il Coro di Dan) e solo per le case discografiche Odeon, Syrena Record, Syrena-Electro e Parlophone. Dopo la guerra, produsse album in patria e all'estero (Inghilterra, Stati Uniti d'America e Australia). Ha raggiunto la vendita di più di venticinque milioni di copie.